# 火星雷達
火星雷達（MARS）是法國設計與生產的一款提供水面艦艇使用的平面搜索雷達，編號DRBV 21A/TRS 3015。使用的國家包括法國與摩洛哥。

## 簡介
火星雷達是採用L波段的二維平面搜索雷達，雷達訊號由兩個固態訊號發射器模組產生，同時利用數位脈衝壓縮技術。對空搜索距離110公里，對海上目標搜索距離80公里。
雷達天線改良自DRBV 22雷達系統，重達600公斤，靈敏度達到26dB，旋轉速率為12轉/分，接收機與DRBV 15C系統相同。
火星雷達於1990年第一次對外公開，並且搭配MR-05天線，編號則是Mars 05。但是直到2006年為止都沒有銷售的紀錄。